# Código fuego
Código fuego fue una serie española emitida por Antena 3 que se estrenó el 15 de enero de 2003.
Por problemas de audiencia, solo se emitieron los primeros capítulos, sin llegar a completarse la primera temporada.

## Reparto
La producción estaba protagonizada por José Coronado y Maribel Verdú y ambientada en un parque de bomberos. Pedro Alonso, Pepo Oliva, Marián Aguilera, Antonio de la Torre, Cuca Escribano, Ramón Langa, Juan Sanz, Penélope Velasco, Emilio Buale y Mabel Lozano entre otros completaban el reparto.

## Equipo técnico
La serie estaba dirigida por Eva Lesmes y Miguel Ángel Díez, creada por Juanjo Díaz Polo, con guiones de Juanjo Díaz Polo, Sonia Gómez, Víctor Mato y José Camacho.

## Capítulos
- 1.1. Arriba el telón
- 1.2. Asuntos de familia
- 1.3. Héroes
- 1.4. Equilibrios
- 1.5. Despedidas
- 1.6. Móviles
- 1.7. Acecho
- 1.8. Sorpresas

## Audiencias
La serie de Antena 3 lideró el prime time por encima de El show de Flo en La 1, que se convirtió en la segunda elección, y de Javier ya no vive solo en Telecinco al registrar en su debut un interesante 24,8% de cuota de pantalla con 4.145.000 espectadores, siendo además lo más visto del día.
Tras seis capítulos en antena, la serie gremial desaparece definitivamente de la pantalla con una media acumulada de 3.193.000 televidentes y 19% de cuota de pantalla.